# Henri-Robert de La Marck (1575-1652)
Henri-Robert de La Marck (1575-7 novembre 1652), comte de Braine et baron de Sérignan, est un noble et un militaire français.

## Biographie
Il est le fils de Charles-Robert comte de Maulévrier et de Braine (né le 15 avril 1541, mort le 30 novembre 1622) et le petit-fils de Robert IV de La Marck duc de Bouillon, comte de Braine, seigneur de Sedan, seigneur de Florange et de Raucourt (né le 5 janvier 1512 ou 1513 et mort en 1556). Henri-Robert de La Marck s'est marié trois fois :
- en 1607 avec Marguerite d'Autun (morte en 1616), fille de Jacques d'Autun, Sieur de Chanclos, dont quatre enfants : 
  - Robert de La Marck, mort jeune ;
  - Marie-Charlotte de La Marck, mariée avec René de Lhospital, marquis de Choisy (ce dernier vend Choisy/Soisy à son cousin éloigné le marquis de Vitry = le maréchal Nicolas de Lhospital ou son fils cadet Nicolas-Louis) ;
  - Henriette de La Marck, religieuse ;
  - Louise de La Marck (morte le 17 mai 1668), mariée en 1633 avec Maximilien Eschallart, marquis de La Boullaye, d'où la suite des comtes de Braine.
- en 1628 avec Antoinette d'Albert de Luynes (morte en 1644) veuve de Barthélémy de Mons, sœur de Charles d'Albert, duc de Luynes ;
- avec Françoise d'Harcourt (morte en 1651), veuve de François Giffart, marquis de La Marzellière, fille de Pierre d'Harcourt, marquis de Beuvron et grand-tante du premier maréchal-duc d'Harcourt.

En tant que militaire, il a participé en Espagne à la guerre des faucheurs comme colonel d'un régiment d'infanterie française qui est entré en Catalogne avec les troupes de Roger de Bossost, seigneur d'Espenan. Il a été le seul qui n'a pas fait partie de la capitulation de Tarragone, et il a pu prendre la tête de la cavalerie française qui s'est postée sur le Pla de Barcelone durant la bataille de Montjuïc, lors de laquelle il a contribué à mettre en déroute l'armée hispanique.